# Перинальдо
Перинальдо (італ. Perinaldo, ліг. Preinaodo) — муніципалітет в Італії, у регіоні Лігурія, провінція Імперія.
Перинальдо розташоване на відстані близько 450 км на північний захід від Рима, 120 км на південний захід від Генуї, 30 км на захід від Імперії.

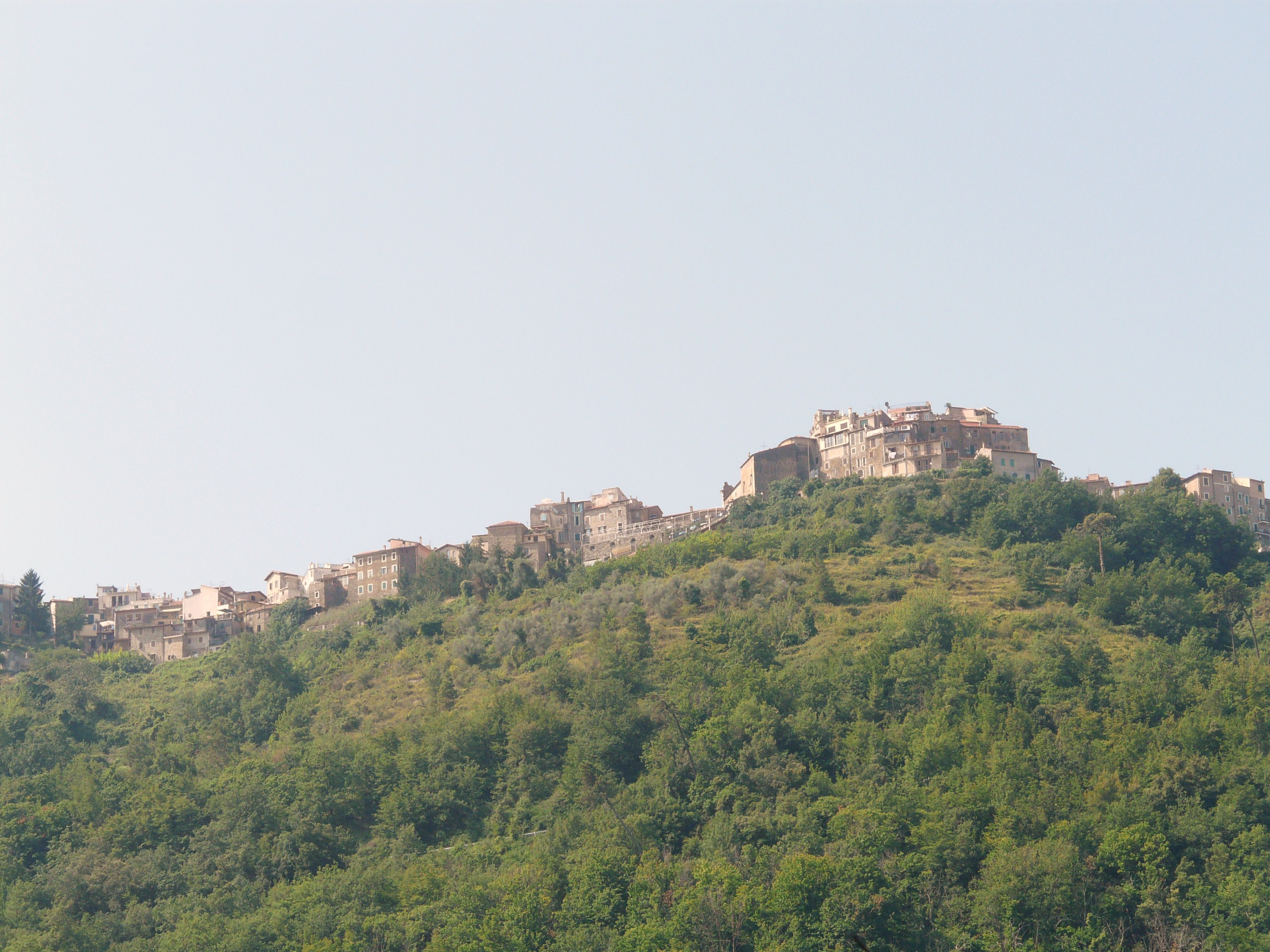

Населення — 866 осіб (2014).

## Демографія
Населення за роками:

Станом на 1 січня 2023 року в муніципалітеті офіційно проживало 159 іноземців з 28 країн, серед них 106 громадян країн Євросоюзу та 3 громадяни України.

## Сусідні муніципалітети
- Априкале
- Баярдо
- Дольчеаккуа
- Сан-Б'яджо-делла-Чима
- Санремо
- Себорга
- Сольдано
- Валлебона